# René Vignaud

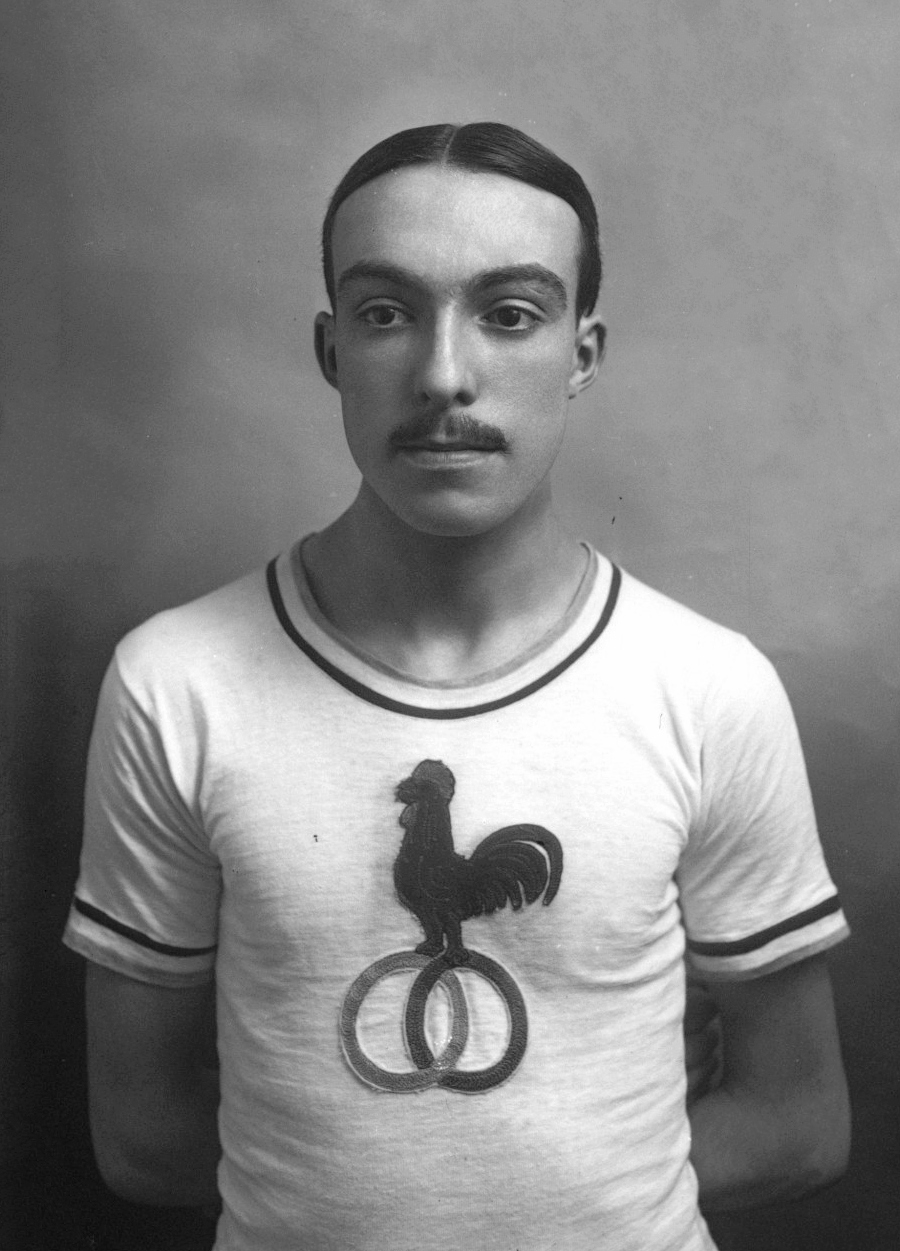
René Vignaud, 1913

Léon René Albert Vignaud (* 19. Januar 1893 in Montmorillon; † 18. Oktober 1969 in Paris) war ein französischer Langstreckenläufer.
Bei den Olympischen Spielen 1920 in Antwerpen wurde er im 3000-Meter-Mannschaftslauf mit dem französischen Team Vierter.